# موريس هنت
موريس هنت (بالإنجليزية: Maurice Hunt)‏ هو مدير فني أمريكي، ولد في 16 ديسمبر 1943.